# Samuel Studer
Samuel Emanuel Studer (* 18. November 1757 in Bern; † 21. August 1834 ebenda) war ein Schweizer evangelisch-reformierter Pfarrer, Theologe und Naturforscher. 

## Leben
Studer war ein Sohn des Metzgers Samuel Studer und seiner Frau Maria Magdalena Hartmann. Ein jüngerer Bruder war der Notar, Gerichtsschreiber und Künstler Sigmund Gottlieb Studer. 1789 heiratete er Maria Margaretha Walther, eine Tochter des Eisenwerkleiters Friedrich Walther. Nach dem Theologiestudium an der Hohen Schule Bern wurde Studer 1781 ordiniert und arbeitete zunächst als Prediger am Berner Burgerspital. 1789 wurde er Pfarrer in Büren an der Aare. Als Professor für Praktische Theologie an der Hohen Schule kehrte er 1796 nach Bern zurück. 1805 übernahm er den Lehrstuhl für Homiletik.
Studer war Mitgründer der Schweizerischen Naturforschenden Gesellschaft und der Naturforschenden Gesellschaft in Bern.
Er gehörte zu den frühesten Vertretern der Evolutionstheorie. Samuel Studer wurde mit Ehrendoktortiteln der Universitäten Erlangen (1801) und Basel (1828) ausgezeichnet.
Der Mineraloge Bernhard Studer und der Theologe Gottlieb Ludwig Studer waren seine Söhne.